# 2-4-1

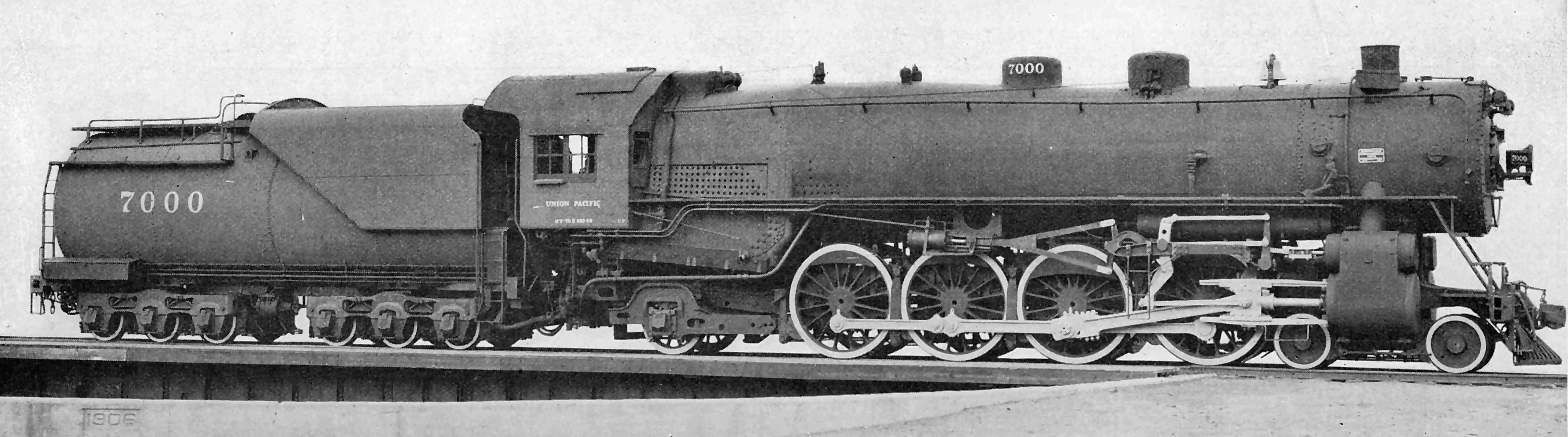
Американский паровоз серии МТ типа 2-4-1

Тип 2-4-1 — паровоз с четырьмя движущими осями в одной жёсткой раме, двумя бегунковыми и одной поддерживающей осями. Является дальнейшим развитием типов 2-3-1 и 2-4-0.
Другие методы записи:
- Американский — 4-8-2 («Горный»)
- Французский — 241
- Германский — 2D1

## Примеры паровозов
Новозеландский класса Х, американский класса М1, болгарский серии 498.0, завода Шкода 475.1.